# Mokil Atoll
Mokil Atoll (pohnpeianska: Mwoakilloa) är en atoll i Mikronesiska federationen.   Den ligger i kommunen Mokil Municipality och delstaten Pohnpei, i den östra delen av landet, 180 km öster om huvudstaden Palikir. Arean är 2,0 kvadratkilometer.